# 발바닥네모근
발바닥네모근(quadratus plantae, flexor accessorius) 또는 족저방형근(足底方形筋)은 발바닥 둘째 층의 근육이다. 가쪽발바닥혈관, 신경에 의해 발바닥 첫째 층의 근육들과 분리된다. 둘째, 셋째, 넷째, 다섯째 발가락을 굽히는 것을 돕는다. 대응하는 상동 기관이 손에 존재하지 않는 소수의 발 근육 중 하나이다.

## 구조
발바닥네모근은 두 갈래로 기시하며, 이 두 갈래의 근육은 긴발바닥인대로 인해 서로 분리되어 있다. 안쪽갈래는 더 크기가 크며 근육성이고, 발꿈치뼈 안쪽의 오목한 면에 붙어 있다. 이 붙어 있는 부분은 긴엄지굽힘근 힘줄이 들어 있는 고랑의 아래쪽이다. 가쪽갈래는 납작하고 힘줄성이며, 발꿈치뼈 아랫면의 가쪽 모서리와 긴발바닥인대에서 기시한다.
안쪽갈래와 가쪽갈래는 예각을 이루면서 만나고, 납작한 모양이 되면서 긴발가락굽힘근 힘줄의 윗면, 아랫면의 가쪽 경계에 닿는다. 이때 발바닥네모근이 닿으면서 일종의 고랑이 되고, 긴발가락굽힘근의 힘줄을 담게 된다.

### 변이
가쪽갈래가 존재하지 않거나, 아예 전체 근육이 없는 사람도 있다.

## 추가 이미지
- 오른발의 뼈. 발바닥 쪽.
- 오른쪽 목말종아리관절과 목말발꿈치관절에서 자른 관상단면
- 발바닥의 동맥. 깊은쪽 모습. 발바닥네모근은 그림의 중간에 보인다.
- 발바닥네모근은 발가락을 굽히는 것을 돕는다.

## 참고 문헌
이 문서는 현재 퍼블릭 도메인에 속하는 그레이 해부학 제20판(1918) page 493의 내용을 기초로 작성된 글이 포함되어 있습니다.